# بریتورن (لاوتربرونن)
بریتورن (به لاتین: Breithorn) یک کوه در سوئیس است که در کانتون برن واقع شده‌است. بریتورن ۳٬۷۸۰ متر بالاتر از سطح دریا واقع شده‌است.